# Безруково (Кемеровская область)
Безруково — село в Новокузнецком районе Кемеровской области. Входит в состав Центрального сельского поселения.

## География
Центральная часть населённого пункта расположена на высоте 215 метров над уровнем моря.

## Население
По данным Всероссийской переписи населения 2010 года, в селе Безруково проживает 1814 человека (844 мужчины, 970 женщин).

## Организации
- Совхоз «Безруковский»
- Свято-Пантелеймонов мужской монастырь
- Многофункциональный центр Новокузнецкого муниципального района

## Известные уроженцы
- Дюнин, Виктор Николаевич (род. 1944) — советский и российский поэт, сценарист, режиссёр.